# Onthophagus subsapaensis
Onthophagus subsapaensis är en skalbaggsart som beskrevs av Kabakov 1994. Onthophagus subsapaensis ingår i släktet Onthophagus och familjen bladhorningar. Inga underarter finns listade i Catalogue of Life.